# طوت
طوت (بالتركية: Tut) هي بلدة ومقر مديرية طوت في محافظة أديامان في جنوب شرق تركيا. بلغ عدد سكانها 3,388 نسمة في 2021. عمدة البلدة هو محمد قيلنچ عن حزب الشعب الجمهوري.